# Weichenwärter

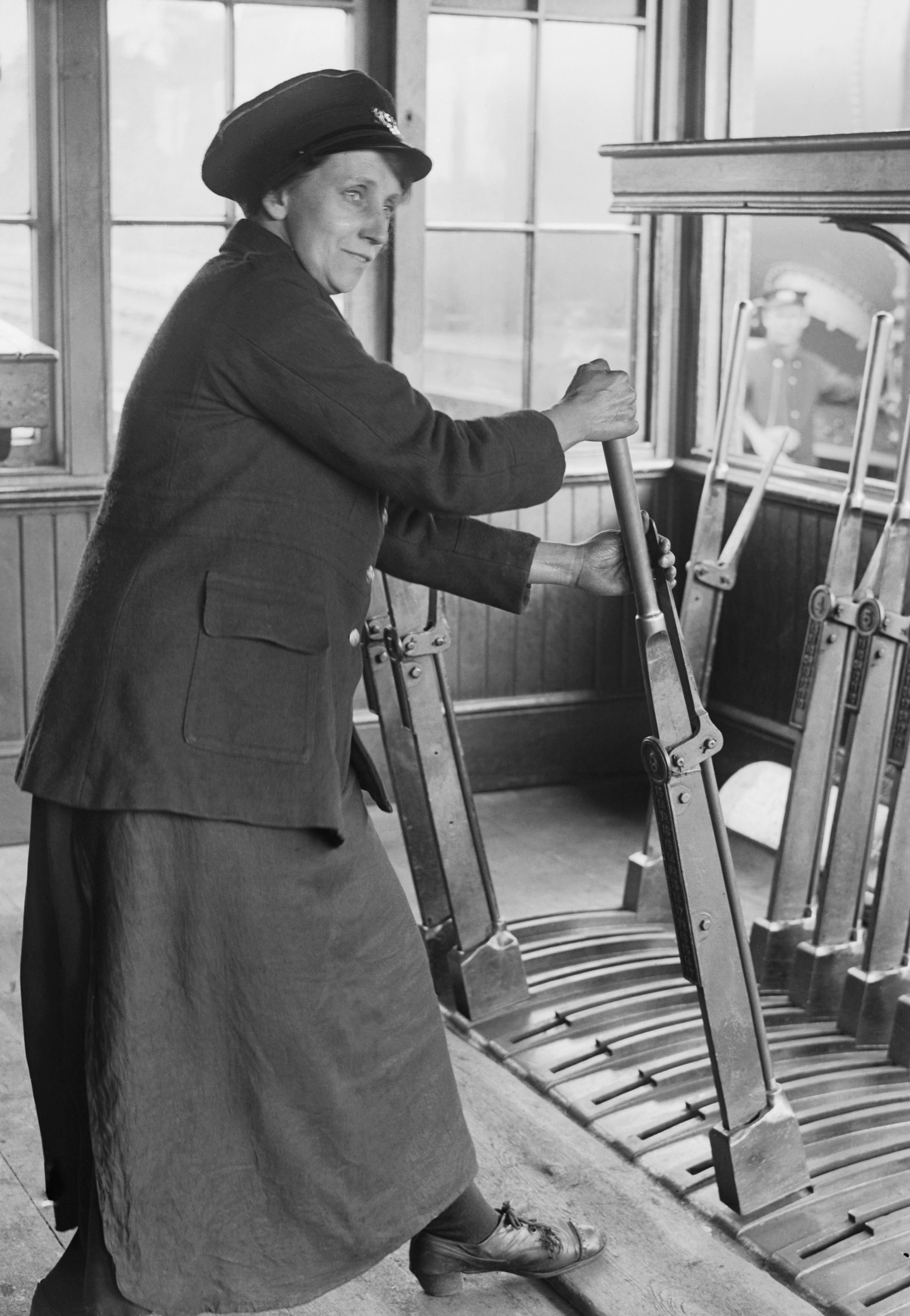
Weichenwärterin in England (1918)

Als Weichenwärter, im 19. Jahrhundert auch Wechselwärter genannt, wird im Betrieb einer Eisenbahn der Bediener von Weichen und Signalen bezeichnet. Der Weichenwärter ist primär für den Rangierbetrieb in Bahnhöfen zuständig, kann jedoch diesen unter Führung des Fahrdienstleiters auch bei der Durchführung von Zugfahrten unterstützen.

## Geschichte
In den Anfängen der Eisenbahn oblag dem Weichenwärter ausschließlich das Bedienen und Warten ortsgestellter Weichen – warten im Sinne von pflegen, das heißt Gangbarhalten durch Schmieren der beweglichen Teile, daher die Bezeichnung Weichenwärter. In Deutschland gab es bis in die 1980er Jahre in großen Bahnhöfen in Bereichen ohne Reisezugverkehr Rangierbezirke, deren Weiche durch Weichenwärter von Hand gestellt wurde. Für den Aufenthalt der Weichenwärter gab es die Weichenwärterbuden oder Handweichenposten.
Mit dem Aufkommen ferngestellter Weichen und Signale wurden zunehmend Wärterstellwerke eingerichtet. Diese entstanden in größeren Bahnhöfen, in denen die Zahl der Weichen oder deren Entfernung die Einrichtung mehrerer Stellwerke erforderlich machten. Im Hauptstellwerk war der Fahrdienstleiter tätig, dem die Disposition und Durchführung der Zugfahrten übertragen waren. Ihm waren die Weichenwärter untergeordnet, die entweder im gleichen Stellwerk, dem Fahrdienstleiterstellwerk oder in einem eigenen Stellwerk, dem Wärterstellwerk tätig waren.

## Aufgaben
Der Weichenwärter stellt nicht nur Weichen und andere bewegliche Einrichtungen im Schienenfahrweg, sondern auch Signale. Die Hauptsignale kann er jedoch infolge technischer Abhängigkeiten zwischen den Stellwerken durch den Bahnhofsblock nur im Einzelauftrag des Fahrdienstleiters bedienen. Bei modernisierten Anlagen ist die Signalbedienung beim Fahrdienstleiter zentralisiert. Außerdem ist ihm – je nach technischer Ausstattung und Funktion des Stellwerks – die Bedienung des Streckenblocks übertragen. Das Blockfeld des Erlaubniswechsels für die eingleisige Streckenblockform sorgt durch Signalverschluss für die Verhinderung von Gegenfahrten von der benachbarten Zugmeldestelle. Beim Wärter ist das Erlaubnisfeld ebenfalls auftragsabhängig vom Fahrdienstleiter. Dies trifft auf die Bedienung der Ersatzsignale zu.
Der Weichenwärter darf Rangierfahrten in den Nebengleisen des Bahnhofs nach eigenem Ermessen durchführen; Rangierfahrten auf Hauptgleisen darf er nur zulassen, wenn er zuvor den Fahrdienstleiter informiert hat.
Durch die Zentralisierung der Stelltätigkeiten in größeren Stellbezirken in modernen Stellwerken und dem damit verbundenen Rückgang mechanischer Stellwerke ging die Zahl der benötigten Weichenwärter zurück. In größeren Stellwerken sind sie nach wie vor zur Unterstützung der Fahrdienstleiter tätig.

## Begriffsklärung
Die Begriffserklärung für „Weichenwärter“ hat sich mehrmals geändert. Für die gültige Begriffserklärung und für die vom Weichenwärter wahrzunehmenden Aufgaben gilt folgendes:
Bahnbetrieb findet in zwei Prozessen (Abläufe) statt: 1. Züge fahren, 2. Rangieren. Die Bezeichnung der beiden Abläufe bildet den Namen der Richtlinie 408. Die Regeln der Richtlinie 408 (Züge fahren und Rangieren) bestimmen im Modul 408.0111, welche Mitarbeiter Tätigkeiten im Bahnbetrieb, also bei Durchführung der beiden Abläufe, verrichten. Das sind Fahrdienstleiter, Weichenwärter, Triebfahrzeugführer oder Zugführer. 
Für Fahrdienstleiter enthält Modul 408.0102 eine Begriffserklärung: Fahrdienstleiter regeln die Durchführung der Zugfahrten. Für sie gelten somit ausschließlich die Module der Modulgruppen 408.01 (Züge fahren und Rangieren – Allgemeines –), 02 und 03 (Züge fahren – Regelfall –), 04 (Züge fahren – Besonderheiten –), 05 (Züge fahren – Unregelmäßigkeiten im Bahnbetrieb –), 06 (Züge fahren – Unregelmäßigkeiten an technischen Einrichtungen –) und 09 (Züge fahren und Rangieren – Besonderheiten und Unregelmäßigkeiten –). Fahrdienstleiter sind nicht am Ablauf „Rangieren“ beteiligt.
Für Weichenwärter ist in Richtlinie 408 keine Begriffserklärung gegeben. Ihre Aufgaben sind ausschließlich in den Modulen der Modulgruppen 408.01 (Züge fahren und Rangieren – Allgemeines –), 08 (Rangieren) und 09 (Züge fahren und Rangieren – Besonderheiten und Unregelmäßigkeiten –) genannt. Sie sind nicht am Ablauf „Züge fahren“ beteiligt.
In den Erläuterungen zur Bekanntgabe 1 zur Konzernrichtlinie (KoRil) 408.01 - 09, gültig ab 15. Juni 2003 wird beschrieben, wie sich der Begriff „Weichenwärter“ entwickelt hat, welche Aufgaben ein Weichenwärter wahrzunehmen hat und warum der Begriff „Bediener“ in Richtlinie 408 verwendet wird.

„Damit die Anwender der Modulgruppen 408.01 – 09, der Modulgruppen 408.11 – 19 (Mitarbeiter, die Überwachungsaufgaben wahrnehmen oder Örtliche Richtlinien oder Betra aufstellen) oder andere Personen, z. B. Führungskräfte oder Mitarbeiter von Behörden die Bezeichnungen „Fahrdienstleiter“, „Bediener“ und „Weichenwärter“ und die Zusammenhänge besser verstehen, werden wir sie erläutern.
Die Bezeichnung „Bediener“ ist nicht neu. Sie ist aus den Regeln „Signalanlagen bedienen“ (z. B. 482.9001) entnommen. Begriff: Bediener, Bedeutung: die mit der Bedienung von Signalanlagen betrauten Mitarbeiter (z. B. Fahrdienstleiter, Weichenwärter, Schrankenwärter, Zugführer). Ein Bediener kann z. B. Fahrdienstleiter oder Weichenwärter sein, muss es aber nicht sein. Nicht alle Bediener müssen Fahrdienstleiter oder Weichenwärter sein. Bis zum 31.12.1995 wurde statt „Bediener“ „Wärter“ verwendet. Zitat aus den Vorbemerkungen Absatz 4 h zur Vorschrift für die Bedienung von Signalanlagen – Allgemeines – (Sig VB 1), gültig vom 1. Juli 1977 an: „In dieser Vorschrift und in den anderen Teilheften der DV 482 sind bezeichnet: h) als „Wärter“ die mit der Bedienung von Signalanlagen betrauten Mitarbeiter (z. B. Fahrdienstleiter, Weichenwärter, Schrankenwärter, Zugführer).“ Die „Spur“ mit der Bezeichnung „Wärter“ lässt sich nach den uns vorliegenden Unterlagen zurückverfolgen über die Vorschriften für den Block- und Stellwerksdienst (Bl u StV), gültig vom 1. September 1933 - Ausgabe 1942 - Vorbemerkungen, Absatz 6: „Mit Wärter sind in diesen Vorschriften alle mit der Bedienung von Block- und Stellwerken betrauten Bediensteten bezeichnet. Hierzu gehören also die Fahrdienstleiter, die Block- oder Stellwerke zu bedienen haben“ bis zu den Vorschriften für den Blockdienst (BlV) der Preußischen Staatseisenbahnverwaltung, gültig vom 1. Dezember 1913. Zitat aus den Vorbemerkungen Absatz 5: „Mit Wärter sind in diesen Vorschriften alle mit der Bedienung von Blockwerken betrauten Bediensteten bezeichnet.“ In den Regelwerken der ehemaligen Deutschen Reichsbahn (neue Bundesländer) wird der Begriff „Wärter“ als Oberbegriff für Personen verwendet, die Sicherungsanlagen bedienen (DV 471 - SichV -).
In den Regeln 408 (Fahrdienstvorschriften, Fahrdienstvorschrift, Züge fahren und Rangieren) ist selbstverständlich der Begriff „Wärter“ verwendet worden, und zwar dann, wenn das Bedienen der Signalanlagen angesprochen worden ist. Der Begriff wurde in den Regeln 408 nicht erläutert, weil dies ein Begriff aus den Regeln für das Bedienen der Signalanlagen ist. In den Fahrdienstvorschriften (FV), gültig vom 1. April 1944 an, Ausgabe 1947 heißt es z. B. im § 21 Abs. 9 (Bewachung) „Eine Weiche … gilt als bewacht, wenn der Wärter sie überblicken … kann“, oder im § 22 Abs. 21 (Haltstellung eines Hauptsignals nicht möglich) „… so benachrichtigt er Wärter sofort den Fahrdienstleiter“. Im zuerst genannten Fall ist der Wärter ein (Weichen)wärter, im zweiten Fall ein (Signal)wärter.
… In den Regeln 408 wird aber auch der Begriff „Weichenwärter“ verwendet. Nach den oben gegebenen Erläuterungen wäre der Weichenwärter ein „Bediener der Weichen“. „Weichenwärter“ wäre dann ein Unterbegriff von „Wärter“. Die Regeln 408 (soweit man ihre Entwicklung bei der gemeinsamen Deutschen Reichsbahn und darüber hinaus bei der Deutschen Bundesbahn und bei der Deutschen Bahn AG verfolgen kann) haben den Begriff „Weichenwärter“ ausschließlich im Zusammenhang mit dem Rangieren verwendet.
… Die neuen Regeln im Modul 408.111 spiegeln die Entwicklung wider. Tätigkeiten im Bahnbetrieb verrichten Fahrdienstleiter (für den Teil „Züge fahren“), Weichenwärter (für den Teil „Rangieren“). Einer Rangierfahrt stimmt der Weichenwärter zu – nicht der Fahrdienstleiter. Ein Mitarbeiter kann daher mehrere Tätigkeiten ausüben, er kann Fahrdienstleiter oder Weichenwärter sein, je nachdem ob er z. B. die Zugfolge regelt oder ob er einer Rangierfahrt zustimmt. Werden Signalanlagen bedient, kann dies durch den Fahrdienstleiter oder durch den Weichenwärter geschehen, beide sind nach den Regeln 482.9001 „Bediener“, bis 31.12.1995 „Wärter“. Der Bediener eines Elektronischen Stellwerks ist, wenn er die Zugfolge regelt, Fahrdienstleiter, wenn er Rangierfahrten zustimmt, Weichenwärter.
In einen Stellwerk können mehrere Mitarbeiter tätig sein. Der Fahrdienstleiter regelt die Durchführung einer Zugfahrt. Andere Mitarbeiter, die etwa für die Zugfahrt den Fahrweg einstellen, sind Bediener. Bediener eines anderen Stellwerks können an der Durchführung einer Zugfahrt beteiligt sein. Die Bediener sind dann nicht – wie mitunter falsch behauptet wird – Weichenwärter. Ein Weichenwärter kann, wie oben erläutert, nur im Zusammenhang mit Rangieren tätig sein.“

Mit Bekanntgabe 1 zur Konzernrichtlinie 408, Züge fahren und Rangieren wurde die Harmonisierung der Regeln 408 vorläufig abgeschlossen.